# 연파 (거란)
연파(燕頗, ? ~ ?)는 발해 부흥운동가다. 요의 관료로 있다가 975년에 반란을 일으켜 연파국(燕頗國)을 세웠다. 995년에는 오사국(烏斯國, 올야)의 오소도(烏昭度)와 함께 철려(철리말갈)를 공격했는데, 요가 해왕(奚王) 화삭노(和朔奴) 등을 보내어 토벌하게 하였다.

## 같이 보기
- 고욕